# Claudia Rankine

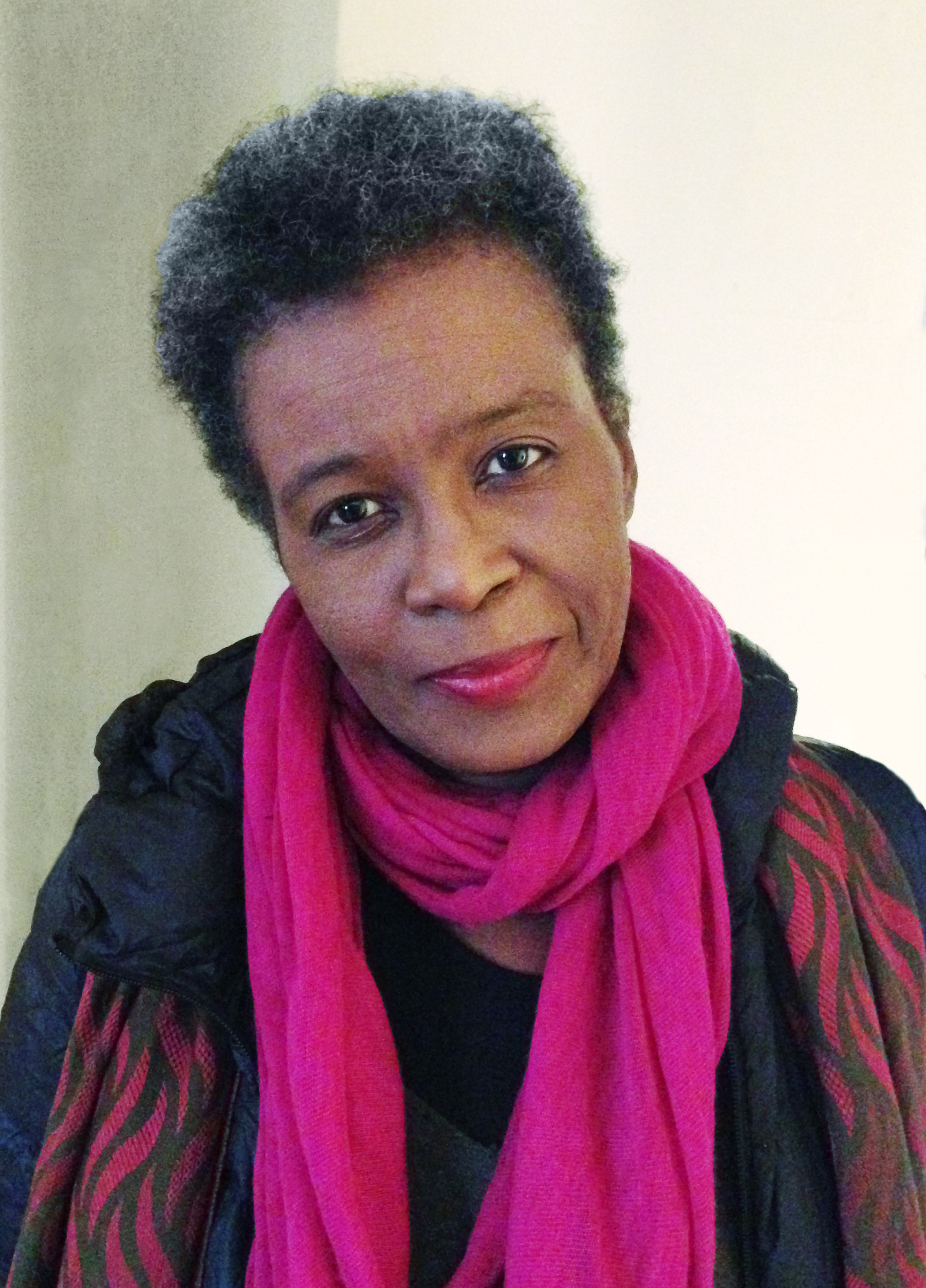
Claudia Rankine (2014)

Claudia Rankine (geboren 1. Januar 1963 in Kingston, Jamaika) ist eine US-amerikanische Schriftstellerin.

## Leben
Claudia Rankines Eltern kamen 1970 als Migranten nach New York City, wo sie in der Bronx als ungelernte Krankenhaushelfer arbeiteten. Sie besuchte die Cardinal Spellman High School, das Williams College und schloss das Studium an der Columbia University mit einem MFA ab. Rankine arbeitete neun Jahre als Dozentin am Pomona College in Claremont, Kalifornien. Im Jahr 2005 wurde sie in die Academy of American Poets aufgenommen. Sie hielt 2016 die Poetikprofessur an der Yale University.
Ihre Gedichte erscheinen seit 1993 in Literaturzeitschriften und brachten ihr verschiedene Auszeichnungen und Stipendien, 1994 erschien ihr erster Gedichtband. 2002 gab sie gemeinsam mit Juliana Spahr eine Anthologie amerikanischer Gegenwartslyrik von Frauen heraus.
In dem 2004 gedruckten Gedichtband Don’t Let Me Be Lonely schrieb sie auch über den 1998 im Staat Texas ermordeten James Byrd und über den Gouverneur George W. Bush, den das Geschehen kaltließ.
2014 veröffentlichte sie das Langgedicht Citizen: An American Lyric; das Buch enthält auch eine Namensliste der black bodies – Afroamerikaner, die durch rassistische Polizeigewalt getötet wurden –, die zwischen den Auflagen aktualisiert wird. Das Buch gewann 2014 den Los Angeles Times Book Prize und den National Book Critics Circle Award in Poetry sowie 2015 den Forward Poetry Prize (Best Collection) und erhielt weitere Auszeichnungen; so war es 2014 auf der Shortlist des National Book Award.
2016 erhielt Rankine eine MacArthur Fellowship; das 625.000-USD-Preisgeld stiftete sie für den Start des Racial Imaginery Institute. Dessen erste Aufgabe sei es, den Rassismus in den Vereinigten Staaten nach seinem Konzept der „Whiteness“ zu hinterfragen.
2019 wurde sie in die American Academy of Arts and Letters gewählt, 2020 in die American Academy of Arts and Sciences.

## Werke (Auswahl)
- Nothing in Nature is Private. Gedichte. Cleveland State University Poetry Center, Cleveland 1994. ISBN 978-1-880834-09-1.
- The End of the Alphabet. Gedichte. Grove Press, 1998, ISBN 978-0-8021-9852-5.
- PLOT. Gedichte. Grove Press, 2001, ISBN 978-0-8021-9852-5.
- Don’t Let Me Be Lonely: An American Lyric. Gedichte. Graywolf Press, 2004. ISBN 978-1-55597-407-7.
  - Auf Deutsch: Lass mich nicht einsam sein. Übersetzt von Uda Strätling. Spector, Leipzig 2021, ISBN 978-3-95905-330-3.[6]
- Citizen: An American Lyric. Graywolf Press, 2014, ISBN 978-1-55597-348-3.
  - Auf Deutsch: Citizen. Übersetzt von Uda Strätling. Spector, Leipzig 2018, ISBN 978-3-95905-167-5.

Anthologien
- mit Juliana Spahr (Hrsg.): American Women Poets in the 21st Century: Where Lyric Meets Language. Wesleyan University Press, 2002.
- mit Lisa Sewell (Hrsg.): American Women Poets in the 21st Century: The New Poetics. Wesleyan University Press, 2005.